# Invierno ártico
Invierno ártico (Vetrarborgin en islandés) es una novela literaria policíaca islandesa de 2005 escrita por Arnaldur Indriðason como parte de la serie del inspector Erlendur Sveinsson.

## Argumento
En una noche de invierno en Reikiavik, un niño tailandés aparece muerto en un charco de sangre de una puñalada. El inspector Erlendur y sus compañeros Elinborg y Sigurður Óli inician una investigación en la que la principal hipótesis del crimen es racial. 
Mientras la sociedad islandesa permanece conmocionada por el asesinato del niño, los investigadores centran sus sospechas en los compañeros y tutores del colegio al que iba por si pudo tener alguna reyerta con alguien, poniendo hincapié en Kjartan, un profesor conocido por su odio a los inmigrantes.